# Heidemarie Gohde
Heidemarie Gohde (* 1953 in Dresden) ist eine deutsche Schauspielerin, Hörspielsprecherin und Regisseurin.

## Leben und Wirken
Heidemarie Gohde absolvierte ihr Schauspielstudium an der Staatlichen Schauspielschule in Berlin-Niederschöneweide (heute: Hochschule für Schauspielkunst Ernst Busch). In den Jahren 1980 bis 1983 war sie als Synchronsprecherin tätig. Es folgten Engagements als Schauspielerin und Regisseurin am Deutschen Theater, am Theater Leipzig von 1981 bis 1989, am Niedersächsischen Staatstheater Hannover, von 1989 bis 1992 am Bremer Theater, danach bis 1997 am Hessischen Staatstheater Wiesbaden. Seitdem ist sie als Regisseurin und Schauspielerin sowie als Dozentin an der Schauspielschule Mainz freiberuflich tätig.

## Filmografie
- 1978: Däumelinchen (Sekai Meisaku Douwa Oyayubi Hime) – Synchronsprecherin
- 1980: Treffpunkt Libelle, Regie: Matthias Makosch[3]
- 1984: Ein kurzes Leben lang (Fernsehserie)

## Hörspiele (Auswahl)
Alle Hörspiele entstanden beim Rundfunk der DDR.
- 1980: Jean Paul: Katzenbergers Badereise (Theoda) – Regie: Klaus Zippel (Hörspielbearbeitung)
- 1980: Matthias Oehme: Die Pause (Sanne) – Regie: Walter Niklaus (Original-Hörspiel, Kurzhörspiel)
- 1981: Linda Teßmer: Ein Toter zuviel (Noris) – Regie: Günter Bormann (Originalhörspiel, Kriminalhörspiel, Kurzhörspiel)
- 1981: Zbynek Malinsky: Abenteuer der Knöpfe (2 Teile) – Regie: Günter Bormann (Hörspielbearbeitung, Kinderhörspiel)
- 1981: Mark Twain: Leben auf dem Mississippi (5 Teile) – Regie: Günter Bormann (Hörspielbearbeitung, Kinderhörspiel)
- 1981: Jan Solovic: Vorsicht Engel (Ruzenka) – Regie: Helmut Hellstorff (Hörspielbearbeitung)

Quelle: ARD-Hörspieldatenbank

## Theater

### Schauspiel
- 1976: Bessie Bosch von Johannes Wüsten, Regie: Heinz Hellmich, Jugendtreff des Palasts der Republik[4]
- 1977: Die Nacht nach der Abschlussfeier von Wladimir Tendrjakow, Regie: Horst Schönemann, Deutsches Theater[5]

### Regie
- 2006: Shockheaded Peter von J. Crouch und P. McDermott, ETA Hoffmann Theater, Bamberg[6]
- 2017: Die Verwandlung nach Franz Kafka und Jean-Paul Maes, Kaleidoskop Theater[7]
- 2017: Fluchtpunkt von Jessica Goldberg, Kaleidoskop Theater[7]
- 2018: Biedermann und die Brandstifter von Max Frisch, Kaleidoskop Theater[7]
- 2018: Kabale und Liebe von Friedrich Schiller, Kaleidoskop Theater[7]
- 2023: Monte Rosa von Teresa Dopler, Kaleidoskop Theater[8]